# Darren Holmes
Darren Lee Holmes é um ex-jogador profissional de beisebol norte-americano.

## Carreira
Darren Holmes foi campeão da World Series 1998 jogando pelo New York Yankees. Na série de partidas decisiva, sua equipe venceu o San Diego Padres por 4 jogos a 0.